# Kickers Emden
El Kickers Emden es un equipo de Fútbol de Alemania que juega en la Oberliga Niedersachsen, una de las ligas regionales que conforman la quinta división nacional.

## Historia
Fue fundado el 24 de marzo de 1946 como el equipo sucesor del Emden TV y de otros equipos de la ciudad que fueron disueltos luego de finalizar la Segunda Guerra Mundial. En 1949 logra el ascenso a la Amateuroberliga Niedersachsen-West, la segunda división nacional en aquella época, estando cerca del ascenso a la Oberliga Nord en la temporada 1950/51, siendo conocido por ser un equipo mediocre en la liga en la que jugó por 10 temporadas hasta que bajó el nivel y terminó en la cuarta división en 1964, donde estuvo la mayor parte del tiempo con una breve aparición en tercera división en la temporada 1970.
De 1975 a 1983 estuvo en la cuarta división cuando descendío a quinta división hasta que en la temporada de 1990/91 logra el ascenso a la tercera división. En la temporada 1992/93 juega por primera vez en la Copa de Alemania en la que es eliminado por el 1. FC Saarbrücken que jugaba en la Bundesliga de Alemania con derrota por 1-5. También logra participar en la Copa de Alemania en las ediciones de 1996 y 2000 luego de ser campeón de la Copa de Baja Sajonia, pero en ambos casos fue eliminado en la primera ronda por equipos de bundesliga de Alemania como Fortuna Düsseldorf (1-3) y 1. FSV Mainz 05 (0-1). En la temporada 1993/94 estuvo cerca del ascenso a la 2. Bundesliga pero fracasó.
El club fue uno de los equipos fundadores de la Regionalliga Nord y descendío luego de jugar ocho temporadas en la liga. En 2008 juega en la 3. Bundesliga que abandona en esa temporada a pesar de terminar en sexto lugar por problemas financieros.

## Palmarés
- Oberliga Nord: 2

1994, 2005
- Oberliga Niedersachsen/Bremen: 2

2000, 2003
- Verbandsliga Niedersachsen: 2

1989, 1991
- Copa de Baja Sajonia: 2

1996, 2000

## Jugadores

### Jugadores destacados
- Uli Stein
- Mark Burton